# Dąbrowica (Jelenia Góra)
Pour les articles homonymes, voir Dąbrowica.
Dąbrowica est une localité polonaise de la gmina de Mysłakowice, située dans le powiat de Jelenia Góra en voïvodie de Basse-Silésie.